# Hot Bird

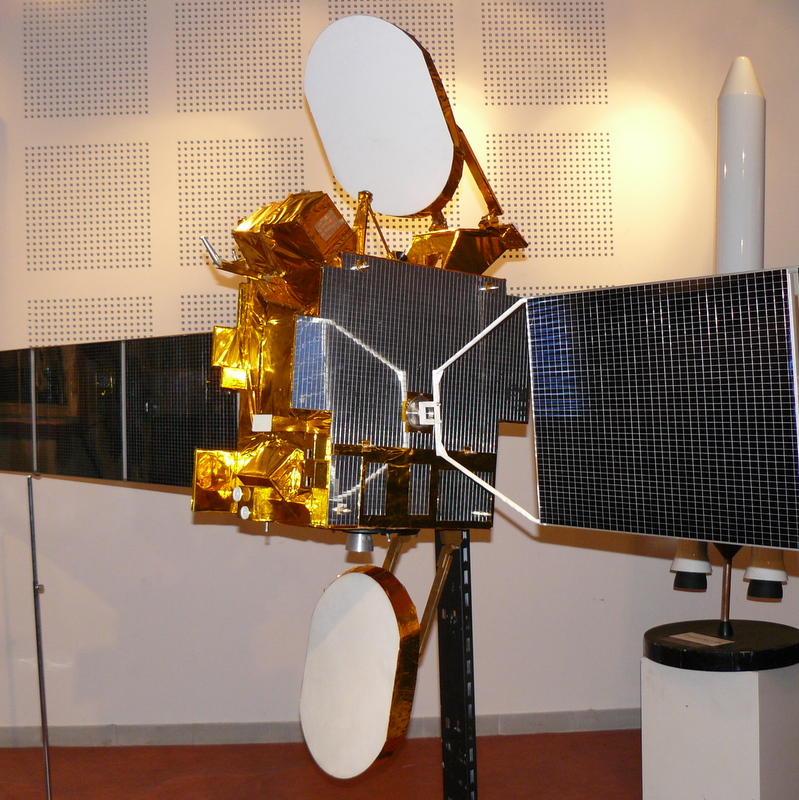
Maketa družice Hot Bird 1

Hot Bird je konstelace geostacionárních telekomunikačních družic, provozovaná společností Eutelsat. Družice jsou využívány převážně k přenosu televizního a radiového signálu, ale v menší míře jsou využívány i datovým službám. První satelit série byl vynesen v roce 1995. Výrobci družic byly společnosti Aérospatiale, Matra Marconi Space, Alcatel Space Industries a Alcatel Alenia Space. Kromě Alcatel Alenia Space jsou tyto společnosti součástí EADS Astrium, což je pobočka konsorcia EADS. Družice byly stavěny v typech Spacebus 2000, Eurostar 2000, Spacebus 3000 a Eurostar 3000. 
| Název       | COSPAR    | Datum startu       | Nosná raketa | Kosmodrom                 | Stav    | Popis |
| ----------- | --------- | ------------------ | ------------ | ------------------------- | ------- | --- |
| Hot Bird 1  | 1995-016B | 28. března 1995    | Ariane 4     | Guyanské kosmické centrum | vyřazen | Startoval společně s družicí Brasilsat B2. (1995-016A) |
| Hot Bird 2  | 1996-067A | 21. listopadu 1996 | Atlas II     | Cape Canaveral            | vyřazen | Při navádění na GEO se vyskytly potíže, které vedly ke zvýšené spotřebě pohonných látek a tím ke snížení životnosti. Původní umístění bylo 12-13° východně, kde jej v roce 2007 vystřídal Hot Bird 8. Poté byl přesunut na 9° východně a přejmenován na Eurobird 9 a poté vyřazen. |
| Hot Bird 3  | 1997-049A | 2. září 1997       | Ariane 4     | Guyanské kosmické centrum | aktivní | Startoval společně s Meteosatem 7 (1997-049B). Původně byl umístěn na pozici 13° východně. Postupně byl posunován západním směrem, napřed 10° v.d. poté 9° v.d. až byl konečně v roce 2007 zavěšen na pozici 4° východně a přejmenován na Eurobird 4.                              |
| Hot Bird 4  | 1998-013A | 27. února 1998     | Ariane 4     | Guyanské kosmické centrum | aktivní | V červenci 2006 byl přesunut na pozici 7° západně a přejmenován na Atlantic Bird 4. |
| Hot Bird 5  | 1998-057A | 9. října 1998      | Atlas II     | Cape Canaveral            | aktivní | Původně byl umístěn na pozici 1° východně. V roce 2002 byl přesunut na pozici 33° východně a přejmenován na Eurobird 2, téhož ruku byl pronajat společnosti Arabsat a přejmenován na Arabsat 2D. V roce 2006 byl přejmenován na Badr 2.                                            |
| Hot Bird 6  | 2002-038A | 21. srpna 2002     | Atlas V      | Cape Canaveral            | aktivní | |
| Hot Bird 7  | -         | 11. prosince 2002  | Ariane 5     | Guyanské kosmické centrum | Zničen  | Nehoda nosné rakety Ariane 5. |
| Hot Bird 7A | 2006-007B | 11. března 2006    | Ariane 5     | Guyanské kosmické centrum | aktivní | Nahradil Hot Bird 1. |
| Hot Bird 8  | 2006-032A | 8. srpna 2006      | Proton-M     | Bajkonur                  | aktivní | Nahradil Hot Bird 2 |
| Hot Bird 9  | 2008-065A | 20. prosince 2008  | Ariane 5     | Guyanské kosmické centrum | aktivní | Je umístěn na pozici 9° východně, byl přejmenován na EUROBIRD 9A. |
| Hot Bird 10 | 2009-008B | 12. února 2009     | Ariane 5     | Guyanské kosmické centrum | aktivní | |